# Lou Shaw
Lou Shaw (c. 1925 – 11 februarie 2015) a fost un scenarist și producător de film american. A fost cunoscut în calitate de coproducător al serialului TV cu tematică medicală Quincy, M.E., pe care l-a creat împreună cu Glen A. Larson.

## Biografie
Shaw a lucrat ca scenarist și producător al mai multor programe de televiziune de la sfârșitul anilor 1950 până la mijlocul anilor 1980. A câștigat un premiu Edgar, împărțit cu Tony Lawrence, pentru episodul „The Thighbone Is Connected To The Knee Bone” al serialului Quincy, M.E.. Shaw a scris piesa de teatru Worse Than Murder despre procesul soților Julius și Ethel Rosenberg. A avut o fiică ce a suferit de sindromul Down și a scris o carte despre un bărbat cu sindrom Down, care a fost intitulată Honor Thy Son și publicată în 1994. Shaw a fost căsătorit o vreme cu Peggy O'Shea⁠(d), o scenaristă de telenovele, cu care a avut un fiupe nume Chris, născut în jurul anului 1953.

## Seriale de televiziune la care a colaborat
- 12 O'Clock High
- Barnaby Jones⁠(d)
- Beyond Westworld⁠(d)
- Columbo
- The Donna Reed Show⁠(d)
- The Fall Guy⁠(d)
- Half Nelson
- Love, American Style⁠(d)
- Maude
- McCloud
- The Misadventures of Sheriff Lobo⁠(d)
- Mission: Impossible
- Naked City
- Quincy, M.E.⁠(d)
- The Virginian